# Laraki Borac
De Laraki Borac was een conceptwagen van het Marokkaanse automerk Laraki. De wagen werd in 2005 voorgesteld tijdens het Autosalon van Genève. Ondanks de bewering van het merk dat de wagen in productie ging gaan is er tot op heden nog geen vast model ontworpen. 
De Borac werd aangedreven door een 6.0 liter V12-motor van Mercedes-Benz. Deze zorgde voor 540 pk en een topsnelheid van 310 km/u. 